# Franz Antel
Franz Antel (Wenen, 28 juni 1913 - aldaar, 11 augustus 2007) was een Oostenrijks regisseur.

## Biografie
Antel werd geboren in 1913. Hij begon met regisseren in 1940. Hij regisseerde vooral komediefilms. Der Kongreß tanzt (1955) was de laatste film van Rosa Albach-Retty. In de jaren 60, met de seksuele revolutie, evolueerden zijn films naar erotische komedies. In 1968 regisseerde hij Sexy Susan Sins Again met Edwige Fenech en Jeffrey Hunter. In 1981 regisseerde hij de historische film Der Bockerer over de Anschluss. De film werd ingestuurd voor de Academy Awards maar werd niet genomineerd. Antel maakte nog drie vervolgfilms op Der Bockerer tussen 1996 en 2003. Het vierde deel, dat hij regisseerde op 90-jarige leeftijd, was tevens zijn laatste film.
Antel overleed in 2007 op 94-jarige leeftijd.
- Biblioteca Nacional de España: XX4580535
- Bibliothèque nationale de France: cb12530429r (data)
- Gemeinsame Normdatei: 118838520
- International Standard Name Identifier: 0000 0003 6859 9526
- Library of Congress Control Number: n90698552
- Nationale Bibliotheek van Tsjechië: mzk2012710669
- Nationale Bibliotheek van Israël: 987007321821905171
- Nederlandse Thesaurus van Auteursnamen: 075067714
- Réseau des bibliothèques de Suisse occidentale: 02-A023070653
- LIBRIS: 240446
- SNAC: w6v83rq0
- Système universitaire de documentation: 25124900X
- Virtual International Authority File: 76518292
- WorldCat: E39PBJdRC4BTBQFgvxvMVBtHYP